# Уикипедия на норвежки език (нюношк)
Уикипедия на норвежки език (нюноршк) (на норвежки: Nynorsk Wikipedia) е раздел на нюноршк в Уикипедия, диалект на норвежкия език. Проектът започва работа на 31 юли 2004 година.